# 中井孝章
中井 孝章（なかい たかあき、1958年 - ）は、日本の教育学者、大阪市立大学生活科学部・生活科学研究科教授。
大阪府生まれ。1981年筑波大学卒、87年同大学院教育学研究科博士課程満期退学。大阪市立大学講師、助教授、同生活科学研究科教授。 2000年「子どもの精神発達と教育的コミュニケーションに関する教育方法学的研究 :「学校知」変革の視座」で大阪市立大学博士（学術）。 

## 著書
- 『学校教育の時間論的転回』溪水社、2003
- 『学校教育の認識論的転回』溪水社、2004
- 『「学校知」変革の戦略』日本教育研究センター、2004
- 『言葉遊びの教育記号論』三学出版、2004
- 『「子ども」の誕生と消滅』日本教育研究センター、2004
- 『頭足類画の深層』三学出版、2004
- 『学校教育の言語論的転回』西田書店、2005
- 『学校言説の語り方』日本教育研究センター、2005
- 『食育が子どもを救う 知識から知恵へ』大阪公立大学共同出版会、OMUPブックレット 2005
- 『学校教育のメタフィジックス』日本教育研究センター、2006
- 『教育臨床学研究序説 1　物語論的転回』日本教育研究センター、2006
- 『環境管理社会の子どもたち 規律型権力からの転回』日本教育研究センター、2007
- 『子どもたちの食育原論』日本教育研究センター、2007
- 『存在論的転回』日本教育研究センター、2007
- 『テレビを絵本に代えて 親子のシンクロニー』三学出版、2007
- 『学校身体の管理技術 規律訓練から環境管理へ』春風社、2008
- 『規範形成論の射程』日本教育研究センター、2008
- 『子ども学入門』日本教育研究センター、2008
- 『揺曳する身体とアート』日本教育研究センター、2008
- 『〈連〉のナラティヴ 〈他者〉と出会う技法』三学出版、2008
- 『鬼ごっこのリアル フェティシズムとしての「子どもの遊び」』三学出版、2009
- 『子どもの居場所と多世代交流空間』大阪公立大学共同出版会 OMUPブックレット 「共生ケア」シリーズ、2009
- 『教育臨床学研究序説2 システム論的転回』日本教育研究センター、2009
- 『教育臨床学研究序説3〈自分らしさ〉からの転回』日本教育研究センター、2009
- 『笑いのリアル』日本教育研究センター、2009
- 『教育臨床学のポストモダン』日本教育研究センター、2010
- 『子どもの生活科学 ライフハザードからの転回』日本地域社会研究所 コミュニティ・ブックス、2010
- 『リスク社会における子どもの安全・安心 "安全・安心ファシズム"を超えて』日本教育研究センター、2010
- 『忘却の現象学 思考法の転回』三学出版、2012
- 『Ｗ環境制御社会の到来』日本教育研究センター、2013
- 『イメージスキーマ・アーキテクチャー 初期発達の認知意味論』三学出版、2013
- 『教育関係×メタ・コミュニケーション』日本教育研究センター、2013
- 『子ども・この異能なるもの』日本教育研究センター、2013
- 『空間論的転回序説 ハードウェア/ソフトウェア境界-思考』大阪公立大学共同出版会、2014

### 共編著
- 『カウンセラーは学校を救えるか 「心理主義化する学校」の病理と変革』吉田武男共著 昭和堂、2003
- 『子どもたちの生活世界』編著 日本教育研究センター、2005
- 『子どもを育む住まい方』小伊藤亜希子共著 大阪公立大学共同出版会 OMUPブックレット、2006
- 『大都市圏の子どもたち』編著 日本教育研究センター、2006
- 『ヴィトゲンシュタインの子どもたち』編 日本教育研究センター、2008
- 『街づくりと多世代交流』川口良仁、小伊藤亜希子共編著 大阪公立大学共同出版会 OMUPブックレット 「共生ケア」シリーズ、2008
- 『病いと障害の語り 臨床現場からの語りの生成論』清水由香共編著 日本地域社会研究所 コミュニティ・ブックス、2008
- 『子どもを育む暮らし方』小伊藤亜希子共著 大阪公立大学共同出版会 OMUPブックレット、2010

## 参考
- [ISBN　978-4-89026-167-3]
- Ｊ－ＧＬＯＢＡＬ